# 31555 Wheeler
31555 Wheeler è un asteroide della fascia principale. Scoperto nel 1999, presenta un'orbita caratterizzata da un semiasse maggiore pari a 2,2723350 au e da un'eccentricità di 0,0457579, inclinata di 6,91138° rispetto all'eclittica.
L'asteroide è dedicato al fisico statunitense John Archibald Wheeler.